# تيار الفراتين
تيار الفراتين حزب سياسي عراقي أسسه رئيس الوزراء محمد شياع السوداني، في 2021.
أعلن الحزب عدم مشاركته، في انتخابات مجالس المحافظات، كي لا تُعد مشاركته انحياز رئيس الوزراء لأحد الأطراف.